# Ejido (Venezuela)
San Buenaventura de Ejido è la terza città più importante dello Stato di Mérida con una popolazione di 107.056 abitanti (2005) (si stima però che nel 2007 abbia raggiunto 120.000 abitanti), e insieme con Tabay e con la città di Mérida forma l'Area metropolitana di Mérida, la quale conta con più di 350.000 abitanti. Ejido è il capoluogo del Municipio Campo Elías, eretta come parrocchia foranea della Città di Mérida, nel 1761.
Ejido è inoltre sede dell'Instituto Universitario Tecnológico de Ejido (IUTEJ) con svariati studi per tecnici superiori universitari.
La città ejidense è ubicata su una terrazza della valle del Chama, una valle alluvionale dei fiumi La Portuguesa y Montalbán.

## Storia

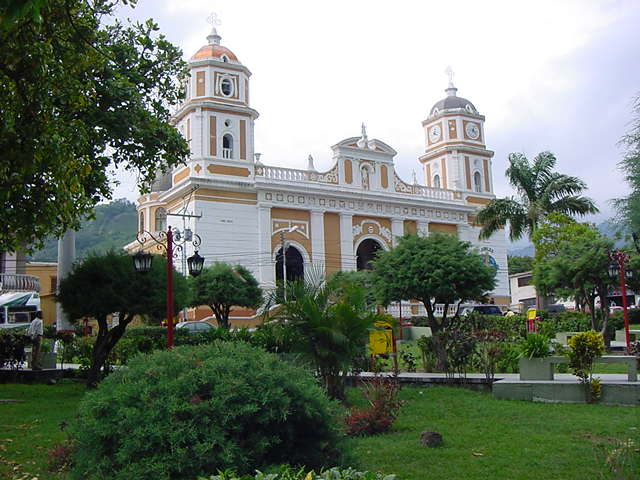
uno scorcio di Plaza Bolivar di Ejido

Fondata il 14 luglio 1650 dal capitano Buenaventura de Bustos Baquero, con il nome di San Buenaventura de Ejido è la terra della canna da zucchero, la cui coltivazione incominciò verso la fine del XVI secolo. Ejido è conosciuto anche come il paese della guaiava.
Nel 1705 fu elevata a parrocchia ecclesiastica, incluse un insediamento di indios, che uniti alla vicina Mérida formarono un unico nucleo di popolazione. Nel 1811 fu elevata a Villa dal Governo Repubblicano.

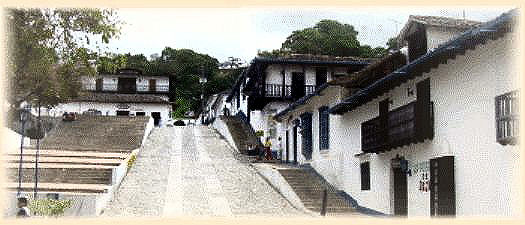
il Pittoresco Jají di Ejido

Nel 1830 divenne capoluogo del Cantone di Ejido.
Nel 1864 il Cantone si componreva della Villa de Ejido e delle parrocchie di La Mesa, Jají e Acequias. Nel 1868 il cantone di Ejido assunse il nome di Departamento Sutherland e il capoluogo fu chiamato Villa de Campo Elías. Alla fine di quell'anno, prese il nome di Departamento de Campo Elías e il capoluogo il nome di Ejido.
Nel 1874 la Villa venne divisa nelle parrocchie civili di Ejido (più tardi chiamata Matriz) e Trejo Tapia, che nel 1875 assunse il nome di Montalbán.
Il 28 dicembre 1876 venne elevata a Città di Ejido, capoluogo del Distretto Campo Elías.
Il 16 febbraio 1986 viene istituita la parrocchia Ignacio Fernández Peña della Città di Ejido. In quell'anno, aveva come denominazione ufficiale Municipio Autónomo Campo Elías (capoluogo Ejido).
Finalmente nel 1992 assume la denominazione di Municipio Campo Elías, capoluogo Ejido.

### Origine etimologica
Deve il suo nome all'eroe dell'Indipendenza il colonnello Vicente de Campo Elías. Il nome del capoluogo, Ejido, proviene dalla posizione vicino alle terre comuni (ejidos) di Mérida.
Originariamente Ejido era conosciuta come il paese delle guaiave, del miele e dei fiori.

## Geografia fisica

### Territorio
La città è ubicata nella parte centrale della cordigliera andina venezuelana, nella terrazza della valle alluvionale dei fiumi Montalbán e La Portuguesa.
L'idrografia della città si compone di 9 fiumi principali ed altri 18 affluenti che accrescono le loro portate in epoche di precipitazioni.
I principali fiumi di Ejido sono:
| - Montalbán - Las González - Negro - Blanco - Capaz | - San Eusebio - Macho - Tostós - San José |

La vegetazione presenta alberi con bicchieri densi con epifitismo predominando la barba di palo.
Il Municipio Campo Elías presenta un rilievo di montagna la cui altitudine varia tra i 2.400 ed i 2.334 m s.l.m. La sua capitale Ejido si trova ubicata a un'altitudine tra i 1.200 e 1.500 m s.l.m.
La fauna nelle località vicine del municipio alla città di Ejido vanno da uccelli piccoli a medi, come colibrì, pappagalli, nei boschi e montagne adiacenti si trovano da conigli di monte, opossum e gallium parisienis fino a armadilli e perfino gruppi di orsi frontini.
La flora presenta gran varietà di fiori silvestri, attualmente il governo statale attende a un piano di arborizzazione e piantagione di fiori in piazze, parchi, monumenti storici e nei paraggi di alcuni viali.

### Clima
Il clima nella città di Ejido è di montagna, con temperature che oscillano tra i 18° ed i 23 °C. È molto caratteristico che nelle notti la temperatura scenda e si collochi tra i 15 a 21 °C.

## Società

### Evoluzione demografica
Indubbiamente Ejido è la città della zona andina che sta attualmente avendo la più rapida crescita di popolazione. La municipalità di Campo Elías occupa il terzo posto in quanto a popolazione dentro lo stato, dal censimento del 1981 risultò che Ejido contava su una popolazione di 20.511, 9 anni più tardi la popolazione del municipio era raddoppiata, secondo il censimento del 1990 quando Ejido contava 41.924 abitanti. Tuttavia secondo il censimento del 2001, la popolazione era cresciuta a passi giganteschi, avendo una media di più di 82.400 abitanti, duplicando di nuovo la popolazione della città, per il 2005 la popolazione ejidense ebbe un grande aumento di popolazione, dato che la popolazione stimata superò i 107.000 abitanti.
La popolazione di Ejido è cresciuta in una maniera tanto rapida poiché molta gente delle zone rurali adiacenti alla città aveva abbandonato i campi per trasferirsi a Ejido al fine di ottenere una migliore qualità di vita. Secondo studi specializzati in demografia ed impatto di popolazione nel 2007 Ejido superava i 130.000 abitanti.
Si crede che Ejido nel giro di dieci anni più sarà senza alcun dubbio la città "dormitorio" più grande di Mérida, rivaleggiando e potendo addirittura superarla in numero di abitanti.

## Economia
L'economia si concentra principalmente sul commercio, sulle agroindustrie e sui servizi alberghieri. Nelle sue aree confinanti si sviluppa un'ampia gamma di coltivazioni, come sia l'altitudine, dalla canna da zucchero alla patata. È centro produttore per supposizione per la sua gran produzione di canna da zucchero e presenza di torchi. Los Guaimaros ed Aguas Calientes conservano la tradizione ceramista. L'allevamento è anche un'importante attività economica: diffuso l'allevamento di bovini (soprattutto da latte), suini e ovini.